# Бездзяда
Бездзяда (пол. Bieździada (potok), Bieździadka) — гірська річка в Польщі, у Ясельському повіті Підкарпатського воєводства. Права притока Вислоки, (басейн Балтійського моря).

## Опис
Довжина річки приблизно 11,22 км, найкоротша відстань між витоком і гирлом — 8,21 км, коефіцієнт звивистості річки — 1,37. Формується безіменними потоками.

## Розташування
Бере початок на північно-східних схилах Баб'ї гори (387 м) на висоті 300 м над рівнем моря. Тече переважно на пінічний схід через села Безьдзядку, Безьдзедзу, Навсе-Колачицькі і у місті Колачиці впадає у річку Вислоку, праву притоку Вісли.

## Цікавий факт
- У місті Колачиці річку перетинає автошлях  73[4].